# ベン・ロスリスバーガー
ベンジャミン・トッド・ロスリスバーガー（Benjamin Todd "Ben" Roethlisberger , 1982年3月2日 - ）は、アメリカ合衆国オハイオ州ライマ出身の元プロアメリカンフットボール選手。ポジションはクォーターバック（QB）。NFLのピッツバーグ・スティーラーズに所属した。これまでに2度、チームをスーパーボウル制覇に導いているNFLを代表するクォーターバックの1人であった。ニックネームはビッグ・ベン(Big Ben)。

## 経歴

### 高校時代
オハイオ州ライマで生まれる。父のケン・ロスリスバーガーはジョージア工科大学の元選手でベンと同じクォーターバックだった。地元オハイオ州にあるフィンドレー高校ではアメリカンフットボールの他に野球やバスケットボールもプレーしていた。アメフトでは、2年時まではワイドレシーバー（WR）として活躍していたが、3年時にクォーターバック（QB）に転向。QBとして活躍した最終シーズンでは、パスで4,041ヤードを稼ぎ、14TD-13INTの成績を残した。

### マイアミ大学時代
マイアミ大学（マイアミ・レッドホークス）ではQB経験が僅か1年ながら、1年時から先発QBの座を掴み取る。1年時はパスで3,100ヤード、2年次は3,200ヤードを超え、3年次は4,400ヤード以上を獲得した。2003年には、マイアミ大学はGMACボウルでルイビル大学を49-28で破り優勝、ロスリスバーガーはMVPに輝いた。大学時代は1304パス試投、10829獲得ヤード等で大学新記録を更新。その功績を称えて、マイアミ大学は2007年にロスリスバーガーの背番号「7」を永久欠番にした。同大学のフットボール選手の永久欠番は34年ぶりで、史上３番目のことであった。

#### 大学時代の年度別成績
| 年度 | チーム        | 試合 | パス      | パス      | パス      | パス        | パス             | パス | パス | ラン      | ラン        | ラン             | ラン |
| 年度 | チーム        | 出場 | 成功 回数 | 試投 回数 | 成功 確率 | 獲得 ヤード | 平均 獲得 ヤード | TD   | Int  | 試行 回数 | 獲得 ヤード | 平均 獲得 ヤード | TD   |
| ---- | ------------- | ---- | --------- | --------- | --------- | ----------- | ---------------- | ---- | ---- | --------- | ----------- | ---------------- | ---- |
| 2001 | マイアミ (OH) | 12   | 241       | 381       | 63.3      | 3,105       | 8.1              | 21   | 2    | 120       | 189         | 1.6              | 3    |
| 2002 | マイアミ (OH) | 12   | 271       | 428       | 63.3      | 3,238       | 7.6              | 22   | 11   | 82        | 54          | 0.7              | 1    |
| 2003 | マイアミ (OH) | 14   | 342       | 495       | 69.1      | 4,486       | 9.1              | 37   | 10   | 67        | 111         | 1.7              | 3    |
| 計   | 計            | 38   | 854       | 1304      | 65.5%     | 10,829      | 8.3              | 80   | 23   | 269       | 354         | 1.3              | 7    |

### NFL入団後

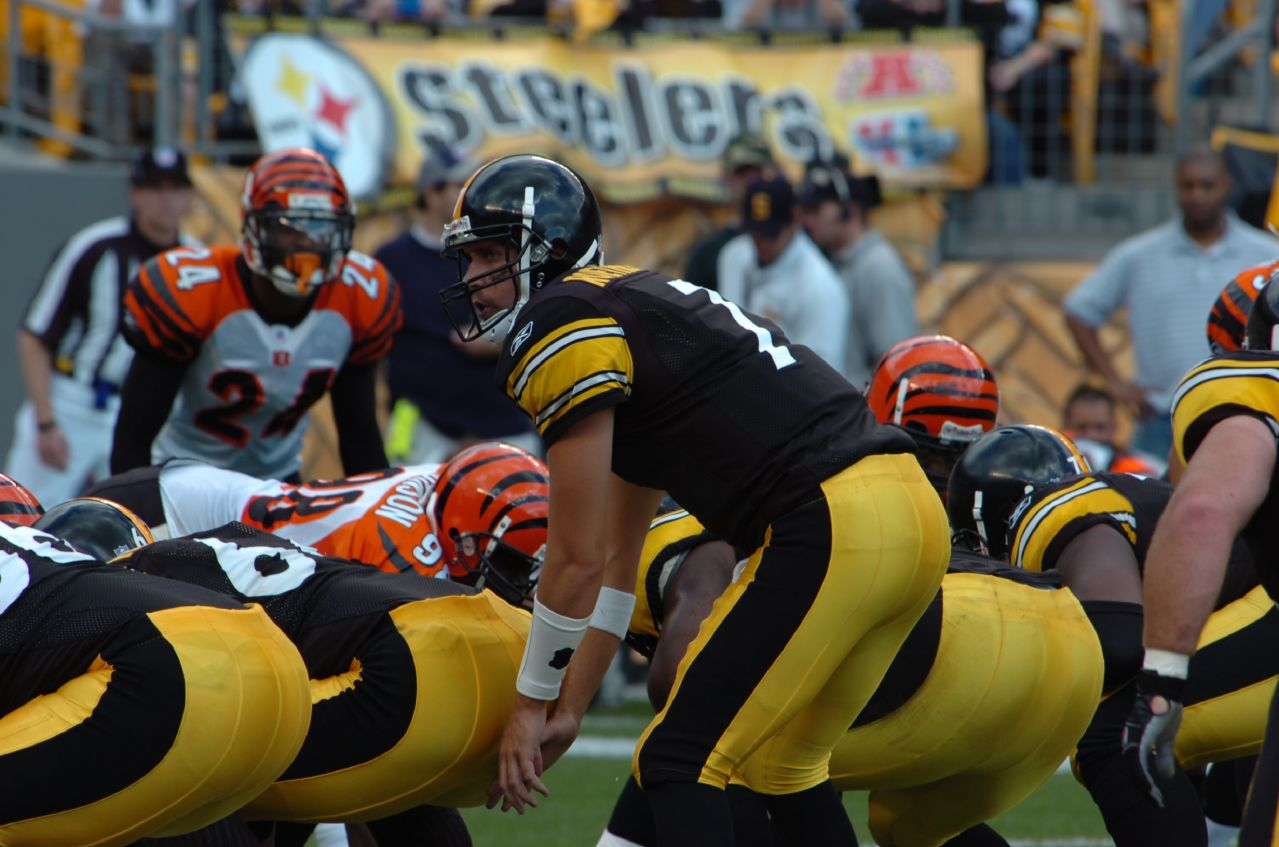
ベンガルズ戦（2006年）

2004年4月、スティーラーズにドラフト1巡目（全体11位）で指名され入団。同年8月4日に、出来高払いを合わせて6年総額4,000万ドルで契約した。この年スティーラーズは当初トミー・マドックスを先発QBとしており、ロスリスバーガーは2番手QBであった。ところがマドックスが開幕第2試合目となる9月19日のボルチモア・レイブンズ戦の試合中に怪我で離脱したため交代で初出場した。第3戦から先発QBを務めたロスリスバーガーは、そこから21連勝中だった前年度スーパーボウル覇者のニューイングランド・ペイトリオッツを破るなど、チームを破竹の14連勝に導きチームは15勝1敗でシーズンを終えた。しかしプレーオフのペイトリオッツ戦では3つのインターセプトを喫し返り討ちに遭いスーパーボウルには手が届かなかったものの、NFL新記録となる新人QBシーズン2ケタ勝利を樹立、2004年シーズンの新人王に選ばれた。プレーオフの敗戦に落胆し現役引退しようとしたジェローム・ベティスに対して彼は"Come back next year. I'll get you to Detroit. Give me one more year."（自分が来年デトロイトで開催されるスーパーボウルにチームを導くからもう1年プレーを続けてほしい）と慰留した。

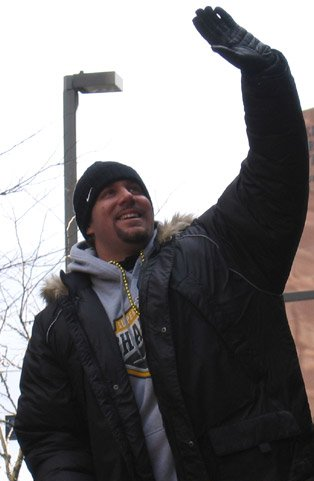
優勝パレードでのロスリスバーガー（2006年）

2005年シーズンでは、途中数試合を怪我で欠場し、チームもレギュラーシーズンで苦戦。プレーオフでは最後の第6シードをギリギリで手に入れるという苦しいシーズンであった。しかしプレーオフでアウェイの3連戦を勝利に導き第40回スーパーボウルではシアトル・シーホークスを破り、先発QBとしては史上最年少でスーパーボウルリングを手に入れた。第6シードのチームがスーパーボウルを制したのも史上初のことであった。
2006年6月12日、オートバイ（スズキ・ハヤブサ）を運転中に乗用車と衝突。このときロスリスバーガーはヘルメットを着用しておらず（ペンシルベニア州ではヘルメット着用義務がない。但し免許所持者のみで、ロスリスバーガーは所持していなかった。）、あごや鼻の骨を折るなどの重傷を負った。幸い脳への損傷などの致命的な負傷はなく、8月にはプレシーズンゲームに出るまで回復したが、シーズン直前の9月に虫垂炎を患い、結局シーズン初戦を欠場することになった。この年チームは8勝8敗でプレーオフを逃した。
2007年11月5日、自身初の5TDパスをあげた。

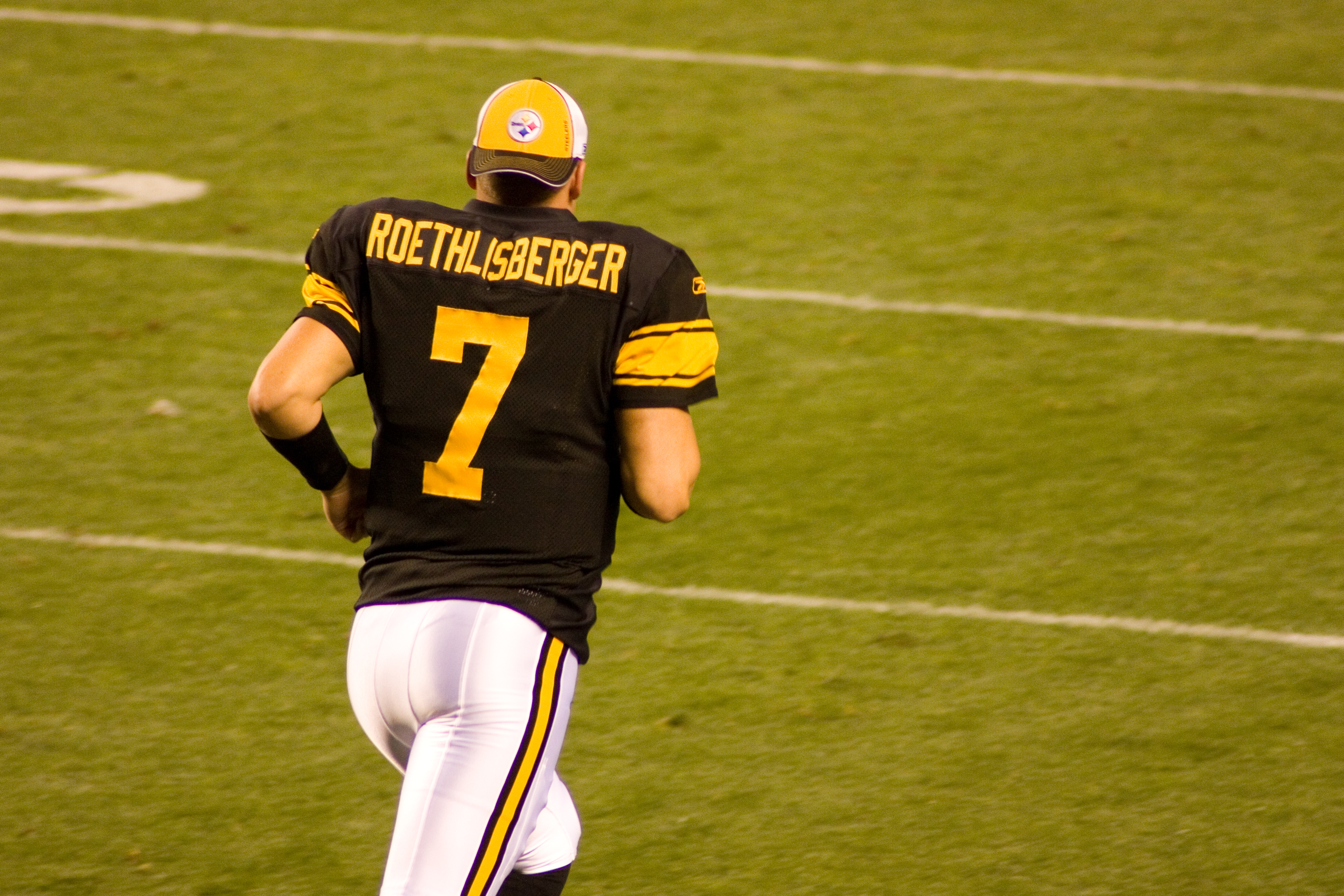
2008年のロスリスバーガー

2008年3月4日に総額1億200万ドルで契約を延長、2015年まで在籍することとなった。ロスリスバーガーは、スティーラーズで現役生活を終えたいと語っている。
2008年シーズンはレギュラーシーズン全16試合に先発出場。3年連続の3,000ヤード超えとなる3,301ヤードを稼いだが、TDパスは前年の32から17へと減少し、QBレートも前年の104.1から80.1に数字を落とした。ポストシーズンでも、第16週のテネシー・タイタンズ戦で5サックを喰らい、第17週のクリーブランド・ブラウンズ戦で0TD、1INTでQBレート58.6を記録するなど、個人成績的にはやや物足りないシーズンであったが、要所で勝負強さを発揮し、スーパーボウルへと進出。迎えた第43回スーパーボウルでは、土壇場でサントニオ・ホームズに逆転のTDパスを成功させ、チームを3年ぶりのスーパーボウル制覇に導いた。
2009年10月11日のデトロイト・ライオンズ戦では3TDをあげて28-20と勝利した。第11週のカンザスシティ・チーフス戦脳震盪を起こし、翌週の試合には欠場した。12月20日の試合ではパスで503ヤードを獲得、3TDをあげた。
2010年3月、ナイトクラブで女子学生から性的暴行で訴えられ証拠不十分で不起訴になったものの、4月21日NFLの行動規定違反として開幕から6試合出場停止となった。その影響によるものか、当初6月に予定されていた「ベン・ロスリスバーガー・フットボールキャンプ」は「マイク・トムリン・フットボールキャンプ」として開催されることとなった。その後出場停止期間は4試合に軽減された。第5週のクリーブランド・ブラウンズ戦で3TDパスを決めた。11月のバッファロー・ビルズ戦で右足を骨折、痛みに耐えたままシーズンを過ごした。11月22日のオークランド・レイダース戦の試合中に相手DEリチャード・シーモアにパンチを食らった。第13週のボルチモア・レイブンズ戦では第1Qにハロティ・ナータのタックルを受けた際に鼻を骨折したがプレーを続けた。この年12試合に出場し17TDに対してわずか5INTしか許さなかったが、32サックを浴びた。1月16日のボルチモア・レイブンズとのディビジョナルプレーオフでは、QBサックされた際にファンブルしリカバーTDをあげられるなど7-21とリードされたが、ヒース・ミラー、ハインズ・ウォードへのTDパス、アントニオ・ブラウンへの58ヤードのパスなど、6サックを浴びながら226ヤードを獲得、31-24で勝利した。ニューヨーク・ジェッツとのAFCチャンピオンシップゲームでは24-3とリードされた後、24-19まで追い詰められたものの勝利し自身3度目のスーパーボウル出場を決めた。第45回スーパーボウル出場を果たしたがパスで263ヤードを獲得する一方、2インターセプトを喫し、その内の1回をリターンTDに結びつけられるなど、グリーンベイ・パッカーズに敗れた。
2011年、5年間つきあったガールフレンドと結婚した。第5週のテネシー・タイタンズ戦ではパス34回中24回成功、228ヤード、5TDをあげて7度目のAFC週間MVP（攻撃部門）に選ばれた。第8週のニューイングランド・ペイトリオッツ戦ではパス50回中36回成功、365ヤード、2TD、QBレイティング97.5の活躍を見せて、8度目のAFC週間MVP（攻撃部門）に選ばれた。12月4日の第13週、シンシナティ・ベンガルズ戦ではパス成功数を2026回まで伸ばし、テリー・ブラッドショーの持っていたチーム記録を更新した。第15週のサンフランシスコ・フォーティナイナーズ戦では330ヤードを投げたが、3インターセプト、2ファンブルロストとターンオーバーを連発し試合に敗れた。翌週のセントルイス・ラムズ戦ではチャーリー・バッチが先発し温存された。この年彼はリーグで下から3番目の40サックを浴びた。デンバー・ブロンコスとのワイルドカードプレーオフでは同点で迎えた第4Q終盤、あと少しでFGレンジに届くところまでボールを前進させたが、サックされファンブル、自らリカバーしたが決勝FGを狙うことはできず、オーバータイムの末、ティム・ティーボウに決勝TDパスを決められ敗れた。
2012年2月、チームのサラリーキャップ枠を確保するために契約の見直しを行った。この年10月11日のテネシー・タイタンズ戦でテリー・ブラッドショーが持っていた通算パス獲得ヤードでのスティーラーズ記録を更新した。
第15週のダラス・カウボーイズ戦では、オーバータイムにブランドン・カーにインターセプトされたプレーが、相手の決勝FGにつながり敗れた。
2013年、チームと契約の見直し交渉を行った。オフに右膝の手術を行った。この年、チームは1968年以来となる開幕からの4連敗を喫し、チームメートのライアン・クラークから苦言を呈された。
2014年、パス4952ヤードを獲得、3回目のプロボウルに選ばれた。膝に炎症を起こしたためプロボウルの出場は辞退した。

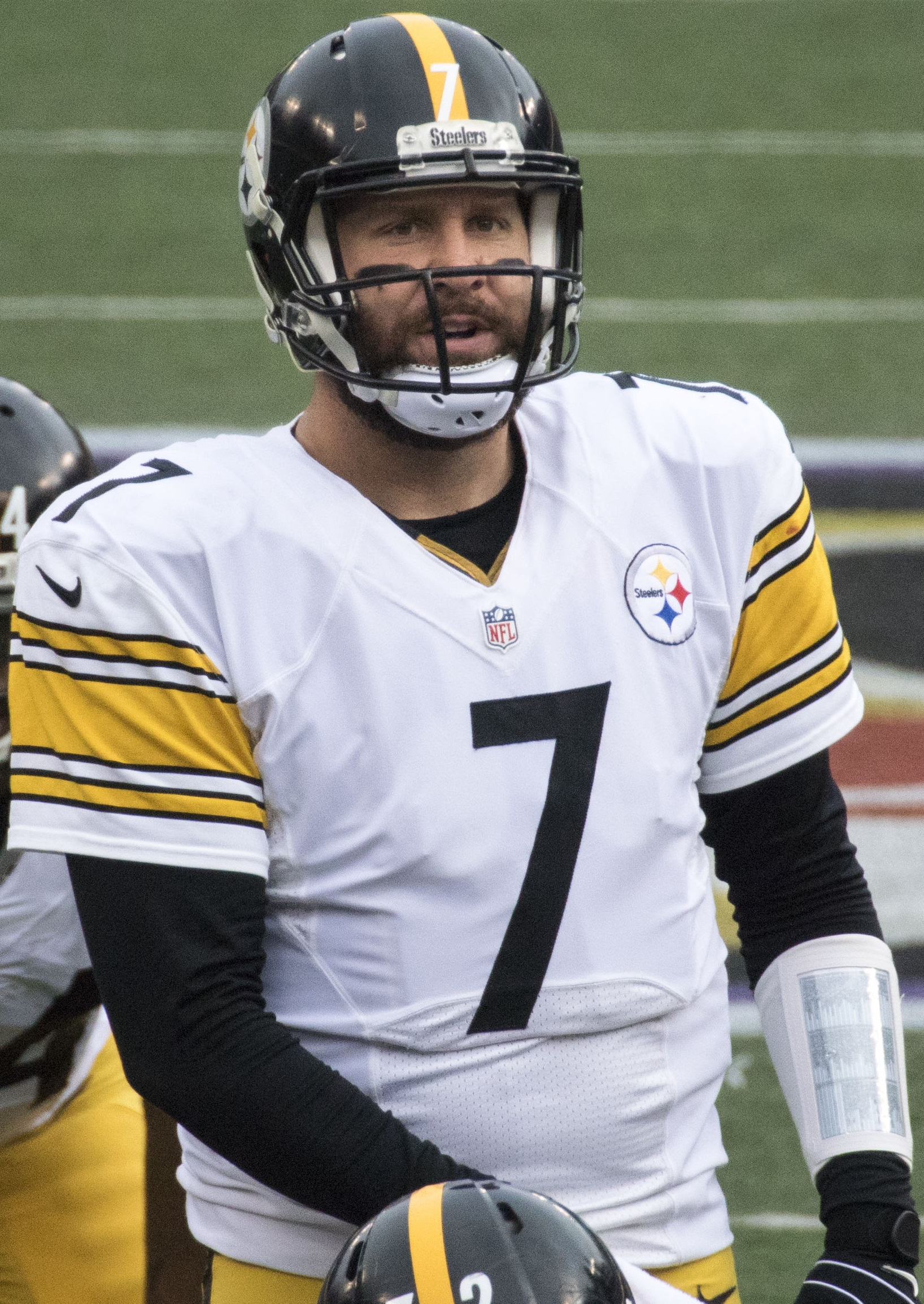
2015年のロスリスバーガー

2015年3月13日、この年契約最終年となる彼はスティーラーズと新たに5年契約を結んだ。
2017年シーズンは13勝3敗の成績で終え、シーズン後に「2018年NFLトップ100プレーヤー」にて18位にランクインされた。
2019年4月24日、契約延長となる2年6800万ドル（加えて3750万ドルのボーナス）で契約を結んだ。9月15日、第2週のシアトル・シーホークス戦で試合中に右肘を痛め、手術の結果シーズン絶望となった。以後のスティーラーズはメイソン・ルドルフがQBを務めることになった。
2020年は怪我の後遺症が危ぶまれたが、開幕戦のニューヨーク・ジャイアンツ戦で先発出場をし、229ヤードを投げて勝利するなど復活を果たした。チームは開幕11連勝を含む12勝4敗となり、3年ぶりの地区優勝を果たした。プレーオフ初戦、ワイルドカードラウンドのクリーブランド・ブラウンズ戦で、ロスリスバーガーはNFL新記録となる47回のパスで501ヤード4タッチダウンを記録したが、4回のインターセプトなどもあり、48-37で敗れた。
2021年シーズンは当初から引退を示唆した。このシーズンではワイルドカードで進出したプレーオフ初戦でカンザスシティ・チーフスに敗れ、これが現役最後の試合となった。2022年1月27日、正式に引退を表明した。

## 人物

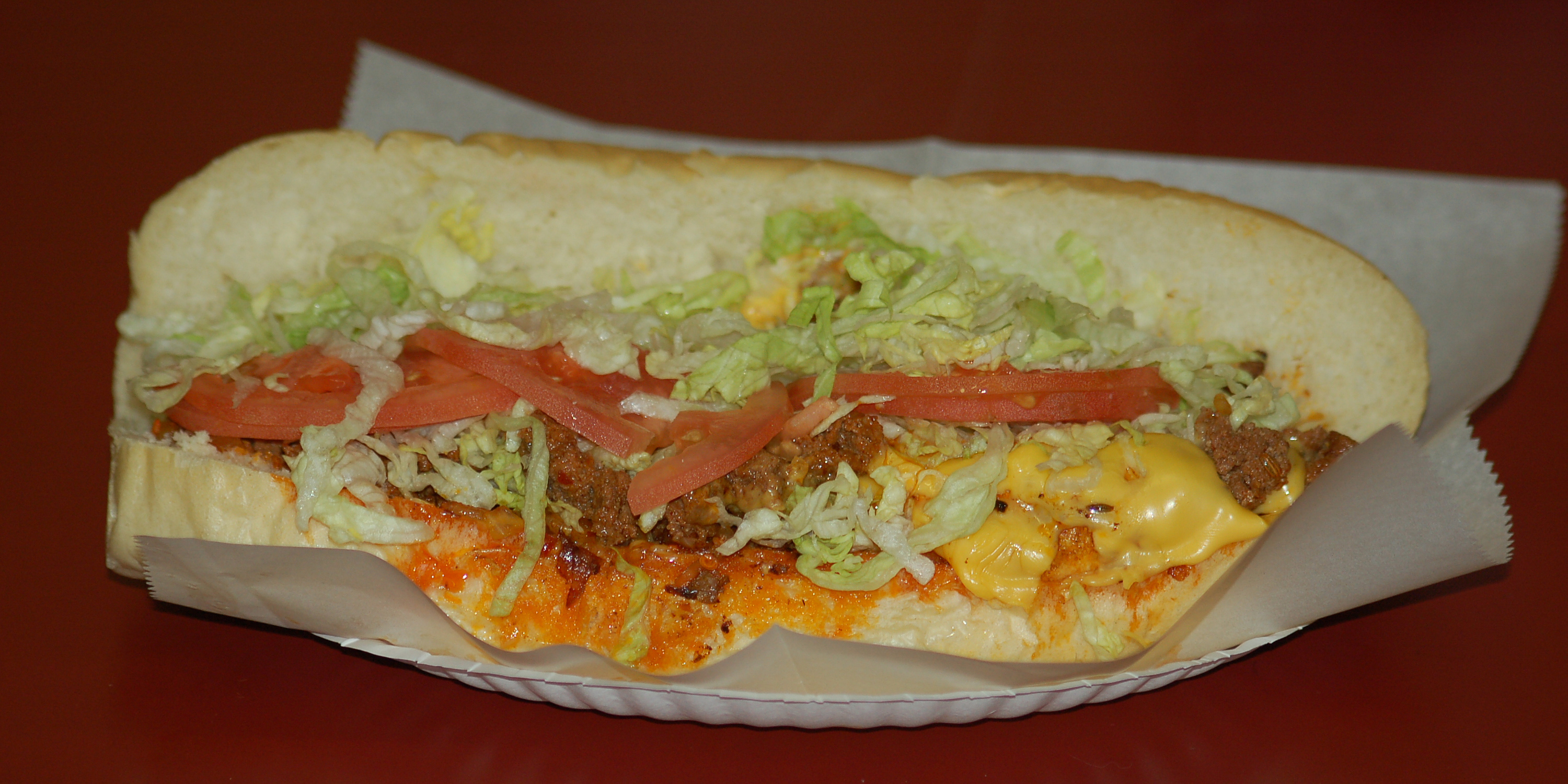
ピッツバーグで販売されている「ロスリスバーガー」という名のサンドイッチ

大学を卒業せずにNFL入りしていたが、2012年に卒業し、教育学の学士号を取得した。
機動力に富んだQBではないものの、体格を生かしてタックルの芯を外す技術に優れており、そこからビッグプレイに繋がることが多い。また、コーチ陣からプレイ選択に関する権限をかなり大きく与えられており、ペイトン・マニングほどではないもののオーディブルをよく使う。
試合前にはチームメイト全員に握手するなどチームの結束を大切にする性格で、チームメイトのレシーバー・ブリュースは「彼は最高のQBだ」とコメントした。
ロスリスバーガー（Roethlisberger）という姓のルーツはスイスだと言われている。また、その姓にちなみ、ピッツバーグでは「Roethlisburger」という名前のサンドウィッチが売られている。値段は、ロスリスバーガーの背番号「7」にちなんで、7ドルである。
パッカーズの守備陣によると、RB以上に当たりに強く、簡単にサックすることができない。またパンプフェイクに注意する必要があると指摘されている。
2019年6月、アメリカの経済誌フォーブスは2019年版の世界のアスリートの年収を公表した。ロスリスバーガーの年収は5550万ドルであり、世界のスポーツ選手で12位にランクインした。

## 詳細情報

### 年度別成績

#### レギュラーシーズン
| 年度      | チーム    | 背 番 号  | 試合 | 試合 | パス      | パス      | パス      | パス        | パス             | パス | パス | パス          | ラン      | ラン        | ラン             | ラン | 記録              |
| 年度      | チーム    | 背 番 号  | 出場 | 先発 | 成功 回数 | 試投 回数 | 成功 確率 | 獲得 ヤード | 平均 獲得 ヤード | TD   | Int  | レイテ ィング | 試行 回数 | 獲得 ヤード | 平均 獲得 ヤード | TD   | 先発出場 試合勝敗 |
| --------- | --------- | --------- | ---- | ---- | --------- | --------- | --------- | ----------- | ---------------- | ---- | ---- | ------------- | --------- | ----------- | ---------------- | ---- | ----------------- |
| 2004      | PIT       | 7         | 14   | 13   | 196       | 295       | 66.4      | 2,621       | 8.9              | 17   | 11   | 98.1          | 56        | 144         | 2.6              | 1    | 13–0              |
| 2005      | PIT       | 7         | 12   | 12   | 168       | 268       | 62.7      | 2,385       | 8.9              | 17   | 9    | 98.6          | 31        | 69          | 2.2              | 3    | 9–3               |
| 2006      | PIT       | 7         | 15   | 15   | 280       | 469       | 59.7      | 3,513       | 7.5              | 18   | 23   | 75.4          | 32        | 98          | 3.1              | 2    | 7–8               |
| 2007      | PIT       | 7         | 15   | 15   | 264       | 404       | 65.3      | 3,154       | 7.8              | 32   | 11   | 104.1         | 35        | 204         | 5.8              | 2    | 10–5              |
| 2008      | PIT       | 7         | 16   | 16   | 281       | 469       | 59.9      | 3,301       | 7.0              | 17   | 15   | 80.1          | 34        | 101         | 3.0              | 2    | 12–4              |
| 2009      | PIT       | 7         | 15   | 15   | 337       | 506       | 66.6      | 4,328       | 8.6              | 26   | 12   | 100.5         | 40        | 82          | 2.1              | 2    | 9–6               |
| 2010      | PIT       | 7         | 12   | 12   | 240       | 389       | 61.7      | 3,200       | 8.2              | 17   | 5    | 97.0          | 34        | 176         | 5.2              | 2    | 9–3               |
| 2011      | PIT       | 7         | 15   | 15   | 324       | 513       | 63.2      | 4,077       | 7.9              | 21   | 14   | 90.1          | 31        | 70          | 2.3              | 0    | 11–4              |
| 2012      | PIT       | 7         | 13   | 13   | 284       | 449       | 63.3      | 3,265       | 7.3              | 26   | 8    | 97.0          | 26        | 92          | 3.5              | 0    | 7–6               |
| 2013      | PIT       | 7         | 16   | 16   | 375       | 584       | 64.2      | 4,261       | 7.3              | 28   | 14   | 92.0          | 27        | 99          | 3.7              | 1    | 8–8               |
| 2014      | PIT       | 7         | 16   | 16   | 408       | 608       | 67.1      | 4,952       | 8.1              | 32   | 9    | 103.3         | 33        | 27          | 0.8              | 0    | 11–5              |
| 2015      | PIT       | 7         | 12   | 11   | 319       | 469       | 68.0      | 3,938       | 8.4              | 21   | 16   | 94.5          | 15        | 29          | 1.9              | 0    | 7–4               |
| 2016      | PIT       | 7         | 14   | 14   | 328       | 509       | 64.4      | 3,819       | 7.5              | 29   | 13   | 95.4          | 16        | 14          | 0.9              | 1    | 10–4              |
| 2017      | PIT       | 7         | 15   | 15   | 360       | 561       | 64.2      | 4,251       | 7.6              | 28   | 14   | 93.4          | 28        | 47          | 1.7              | 0    | 12–3              |
| 2018      | PIT       | 7         | 16   | 16   | 452       | 675       | 67.0      | 5,129       | 7.6              | 34   | 16   | 96.5          | 31        | 98          | 3.2              | 3    | 9–6–1             |
| 2019      | PIT       | 7         | 2    | 2    | 35        | 62        | 56.5      | 351         | 5.7              | 0    | 1    | 66.0          | 1         | 7           | 7.0              | 0    | 0–2               |
| 2020      | PIT       | 7         | 15   | 15   | 399       | 608       | 65.6      | 3,803       | 6.3              | 33   | 10   | 94.1          | 25        | 11          | 0.4              | 0    | 12–3              |
| 2021      | PIT       | 7         | 16   | 16   | 390       | 605       | 64.5      | 3,740       | 6.2              | 22   | 10   | 86.8          | 20        | 15          | 0.3              | 1    | 9-7               |
| NFL：18年 | NFL：18年 | NFL：18年 | 249  | 247  | 5,440     | 8,443     | 64.4      | 64,088      | 7.6              | 418  | 211  | 93.5          | 515       | 1,373       | 2.7              | 31   | 165–81–1          |

- 2021年度シーズン終了時
- 太字は自身最高記録
- ■は各年度のリーグ最高記録

#### ポストシーズン
| 年度 | チーム | 試合 | 試合 | パス      | パス      | パス      | パス        | パス             | パス | パス | パス          | ラン      | ラン        | ラン             | ラン | 記録              |
| 年度 | チーム | 出場 | 先発 | 成功 回数 | 試投 回数 | 成功 確率 | 獲得 ヤード | 平均 獲得 ヤード | TD   | Int  | レイテ ィング | 試行 回数 | 獲得 ヤード | 平均 獲得 ヤード | TD   | 先発出場 試合勝敗 |
| ---- | ------ | ---- | ---- | --------- | --------- | --------- | ----------- | ---------------- | ---- | ---- | ------------- | --------- | ----------- | ---------------- | ---- | ----------------- |
| 2004 | PIT    | 2    | 2    | 31        | 54        | 57.4      | 407         | 7.5              | 3    | 5    | 61.3          | 9         | 75          | 8.3              | 0    | 1–1               |
| 2005 | PIT    | 4    | 4    | 58        | 93        | 62.3      | 803         | 8.6              | 7    | 3    | 101.7         | 19        | 37          | 1.9              | 2    | 4–0               |
| 2007 | PIT    | 1    | 1    | 29        | 42        | 69.0      | 337         | 8.0              | 2    | 3    | 79.2          | 4         | 13          | 3.3              | 0    | 0–1               |
| 2008 | PIT    | 3    | 3    | 54        | 89        | 60.7      | 692         | 7.8              | 3    | 1    | 91.6          | 5         | 0           | 0.0              | 0    | 3–0               |
| 2010 | PIT    | 3    | 3    | 54        | 91        | 59.3      | 622         | 6.8              | 4    | 4    | 76.4          | 21        | 63          | 3.0              | 1    | 2–1               |
| 2011 | PIT    | 1    | 1    | 22        | 40        | 55.0      | 289         | 7.2              | 1    | 1    | 75.9          | 3         | 15          | 5.0              | 0    | 0–1               |
| 2014 | PIT    | 1    | 1    | 31        | 45        | 68.9      | 334         | 7.4              | 1    | 2    | 79.3          | 2         | 16          | 8.0              | 0    | 0–1               |
| 2015 | PIT    | 2    | 2    | 42        | 68        | 61.8      | 568         | 8.4              | 1    | 0    | 93.1          | 0         | 0           | 0.0              | 0    | 1–1               |
| 2016 | PIT    | 3    | 3    | 64        | 96        | 66.7      | 735         | 7.7              | 3    | 4    | 82.6          | 8         | 11          | 1.4              | 0    | 2–1               |
| 2017 | PIT    | 1    | 1    | 37        | 58        | 63.8      | 469         | 8.1              | 5    | 1    | 110.5         | 2         | 16          | 8.0              | 0    | 0–1               |
| 2020 | PIT    | 1    | 1    | 47        | 68        | 69.1      | 501         | 7.4              | 4    | 4    | 85.5          | 1         | 0           | 0.0              | 0    | 0–1               |
| 2021 | PIT    | 1    | 1    | 29        | 44        | 65.9      | 215         | 4.9              | 2    | 0    | 92.5          | 2         | -1          | -0.5             | 0    | 0–1               |
| 計   | 計     | 23   | 23   | 498       | 788       | 63.2      | 5,972       | 7.6              | 36   | 28   | 86.7          | 76        | 245         | 3.2              | 3    | 13–10             |

- 太字はスーパーボウル出場
- ■はスーパーボウル制覇

### 獲得タイトル
- スーパーボウル制覇：2回 （第40回、第43回）
- AP選出最優秀攻撃新人選手 （2004年）
- ペプシNFL最優秀新人選手 （2004年）
- プロボウル選出：6回 （2007年、2011年、2014年、2015年、2016年、2017年）

### 記録
- NFL新人QB最多勝利記録：13（2004年）
- 先発QBデビューからの最長連勝記録：15（2004年 - 2005年）
- NFL新人QBレート最高記録：98.1（2004年）
- NFL新人QBパス成功確率最高記録：66.4%（2004年）
- マンデーナイトフットボール放映試合での最多TDパス記録：5（2007年11月5日、ボルチモア・レイブンズ戦）
- 先発QBとして史上最年少でスーパーボウル制覇：23歳（第39回）
- デビュー後5年間の先発QB最多勝利記録：51（2004年 - 2008年）
- その他多数